# Tioxolone
Tioxolone (INN, cũng đánh vần thioxolone) là một chế phẩm chống mụn trứng cá.